# روبين دوران
روبين دوران (بالإسبانية: Rubén Durán)‏ (29 سبتمبر 1983 في إسبانيا - ) هو لاعب كرة قدم إسباني في مركز الوسط. لعب مع رابيدو دي بوزاس وراسينغ سانتاندير وريال يونيون ونادي أورينسي ونادي سمورة ونادي لوغو ويونيون ديبورتيفا لوغرينييس.

## وصلات خارجية
- روبين دوران على موقع قاعدة بيانات كرة القدم.إي يو (الإنجليزية)
- روبين دوران على موقع Soccerway.com (الإنجليزية)
- روبين دوران على موقع AS.com (الإسبانية)